# Enoigralska videoigra
Enoigralska videoigra je videoigra, pri kateri se med igranjem pričakuje vnos samo enega igralca. Enoigralska igra je običajno igra, ki jo lahko igra samo ena oseba, medtem ko je »način za enega igralca« običajno igralski način, namenjen igranju z enim igralcem, čeprav igra vsebuje tudi večigralske načine.
Večina sodobnih konzolnih in arkadnih iger je zasnovana tako, da jih lahko igra en sam igralec; čeprav imajo številne od teh iger načine, ki omogočajo igranje dveh ali več igralcev (ne nujno hkrati), le redke dejansko zahtevajo več kot enega igralca za igranje igre. Tak primer je serija Unreal Tournament.

## Zgodovina
Prve videoigre, kot so Tennis for Two (1958), Spacewar! (1962) in Pong (1972), so bile simetrične igre, namenjene dvema igralcema. Enoigralske igre so postale priljubljene šele pozneje, in sicer z igrami, kot sta Speed Race (1974) in Space Invaders (1978).
Raph Koster meni, da je razlog za to kombinacija več dejavnikov: vse bolj izpopolnjeni računalniki in vmesniki, ki omogočajo asimetrično igranje, sodelovalno igranje in podajanje zgodbe v okviru igre, ter dejstvo, da je bila večina igralcev zgodnjih iger introvertiranih osebnostnih tipov (po Myers-Briggsovem indikatorju osebnostnih tipov).
Čeprav večina sodobnih iger vključuje element za enega igralca, ki je bodisi osrednji element bodisi eden od več igralnih načinov, industrija videoiger trenutno meni, da je enoigralsko igranje postransko za prihodnost igranja, pri čemer je podpredsednik družbe Electronic Arts Frank Gibeau leta 2012 izjavil, da ni odobril nobene igre, ki bi bila razvita kot izkušnja za enega igralca.
Po zaprtju razvijalca videoiger Visceral Games s strani družbe Electronic Arts (EA) oktobra 2017 se je odprlo vprašanje finančne uspešnosti enoigralskih AAA iger. Studio Visceral se je uveljavil z močnim pripovednim enoigralskim poudarkom v igri Dead Space, v času zaprtja pa je delal na enoigralski, linearno pripovedni igri Star Wars; EA je po tem napovedala, da bo igro usmerila v drugo smer, zlasti v »širšo izkušnjo, ki omogoča večjo raznolikost in igralčevo delovanje«. Številni komentatorji so menili, da je družba EA naredila spremembe, ker ni verjela, da bi lahko studio s proračunom v obsegu AAA ustvaril uspešno enoigralsko igro na podlagi priljubljene franšize Vojna zvezd. Poleg tega je bila razmeroma slaba prodaja iger v preteklem letu, ki so bile predvsem enoigralske AAA igre (Resident Evil 7, Prey, Dishonored 2 in Deus Ex: Mankind Divided), v primerjavi s finančno uspešnimi igrami za več igralcev in igrami, ki ponujajo model igre kot storitve (Overwatch, Destiny 2 in Star Wars Battlefront 2), za mnoge pokazatelj, da je model enoigralskih iger AAA oslabel. Manveer Heir, ki je družbo EA zapustil po končanem oblikovanju igre Mass Effect Andromeda, je priznal, da je bila kultura v družbi EA proti razvoju enoigralskih iger in da je z zaprtjem razvijalca videoiger Visceral »linearna enoigralska AAA igra v družbi EA zaenkrat mrtva«. Družba Bethesda se je 7. decembra 2017 odločila sodelovati z Lyndo Carter in objavila obvestilo o javni varnosti za rešitev enoigralskih videoiger.
Nekaj let pozneje, leta 2021, naj bi EA po uspešni izdaji igre Star Wars Jedi: Fallen Order leta 2020 ponovno obudila zanimanje za enoigralske igre. Podjetje je še vedno načrtovalo izdajanje iger s storitvami v živo z večigralskimi komponentami, vendar je začelo ocenjevati svoj katalog intelektualne lastnine, da bi oživilo več enoigralskih iger, na primer naredilo predelavo franšize Dead Space. Vodja studia Xbox Game Studios Phil Spencer je približno v istem času dejal, da še vedno vidijo prostor za pripovedno naravnane enoigralske igre, čeprav so finančne gonilne sile trga običajno igre v živo. Spencer je dejal, da je razvoj takšnih iger s proračunom v velikosti AAA lahko tvegan, vendar lahko z razpoložljivostjo storitev, kot so igranje v oblaku in naročniške storitve, že na začetku ocenijo odziv občinstva na te igre in zmanjšajo tveganje pred izdajo.

## Elementi igre
Ker pripoved in konflikte v enoigralskih igrah ustvarja računalnik in ne človeški nasprotnik, lahko enoigralske igre zagotavljajo določene igralne izkušnje, ki jih v večigralskih igrah običajno ni – ali pa so manj poudarjene.

### Zgodba
Enoigralske igre se bolj zanašajo na prepričljive zgodbe, ki igralca pritegnejo v izkušnjo in v njem vzbudijo občutek vpliva na zgodbo. Ljudje so nepredvidljivi, zato se na igralce – zaveznike ali sovražnike – ni mogoče zanesti, da bodo pripoved vodili v določeno smer, zato se večigralske igre običajno ne osredotočajo na linearno pripoved. Nasprotno pa so številne enoigralske igre zgrajene na podlagi privlačne zgodbe.

### Liki
Medtem ko se večigralska igra zanaša na interakcijo med ljudmi za konflikte in pogosto za občutek tovarištva, mora enoigralska igra te stvari ustvariti umetno. Enoigralske igre zato zahtevajo poglobljeno karakterizacijo neigralskih likov (NPC), da bi ustvarili povezavo med igralcem in simpatičnimi liki ter razvili večjo antipatijo do antagonistov v igri. To običajno velja za igre vlog (RPG), kot sta Dragon Quest in Final Fantasy, ki temeljita predvsem na liku.

### Izjeme
Ti elementi igre niso trdna, fiksna pravila; v enoigralskih ugankarskih igrah, kot je Tetris, ali dirkalnih igrah je v ospredju igranje.